# Shūsaku Nishikawa
Shūsaku Nishikawa (jap. 西川周作 Nishikawa Shūsaku; ur. 18 czerwca 1986 w Usa, w prefekturze Ōita) – japoński piłkarz występujący na pozycji bramkarza. Zawodnik klubu Urawa Red Diamonds.

## Kariera klubowa
Nishikawa rozpoczął karierę w 2005 r. w zespole Oita Trinita z J. League. W tych rozgrywkach zadebiutował 2 lipca 2005 r. w przegranym 0:2 meczu z Yokohama F. Marinos. 26 listopada 2005 r. w wygranym 2:1 spotkaniu z Omiya Ardija strzelił pierwszego gola w J. League. W 2008 r. zajął z klubem 4. miejsce w lidze oraz zdobył z nim Puchar Ligi Japońskiej. Przez 5 sezonów w barwach Oity rozegrał 118 spotkań i zdobył 1 bramkę.
W 2010 roku Nishikawa odszedł do Sanfrecce Hiroszima, również z J. League. Pierwszy ligowy mecz zaliczył tam 6 marca 2010 roku przeciwko Shimizu S-Pulse (1:1).

## Kariera reprezentacyjna
W 2008 r. Nishikawa wraz z drużyną Japonii U-23 uczestniczył w Letnich Igrzyskach Olimpijskich. Zakończyły się one dla nich na fazie grupowej. W pierwszej reprezentacji Japonii zadebiutował 8 października 2009 r. w wygranym 6:0 meczu eliminacji Pucharu Azji 2011 z Hongkongiem. W 2011 r. został powołany do kadry na Puchar Azji.